# Райнаи, Клара
Клара Райнаи (венг. Klára Rajnai; 21 ноября 1953, Будапешт) — венгерская гребчиха-байдарочница, выступала за сборную Венгрии во второй половине 1970-х годов. Серебряная и бронзовая призёрша летних Олимпийских игр в Монреале, обладательница двух бронзовых медалей чемпионатов мира, чемпионка многих регат национального и международного значения.

## Биография
Клара Райнаи родилась 21 ноября 1953 года в Будапеште. Активно заниматься греблей начала с раннего детства, проходила подготовку в столичном спортивном клубе «Ференцвароши».
Первого серьёзного успеха на взрослом международном уровне добилась в 1975 году, когда попала в основной состав венгерской национальной сборной и побывала на чемпионате мира в югославском Белграде, откуда привезла награду бронзового достоинства, выигранную в зачёте четырёхместных байдарок на дистанции 500 метров. Благодаря череде удачных выступлений удостоилась права защищать честь страны на летних Олимпийских играх 1976 года в Монреале — в одиночной программе завоевала бронзовую медаль, уступив в решающем заезде немке Кароле Цирцов и советской гребчихе Татьяне Коршуновой, тогда как в двойках вместе с напарницей Анной Пфеффер получила серебро, проиграв только экипажу из СССР.
После Олимпиады Райнаи осталась в основном составе гребной команды Венгрии и продолжила принимать участие в крупнейших международных регатах. Так, в 1979 году она выступила на мировом первенстве в немецком Дуйсбурге, где на пятистах метрах в одиночках стала серебряной призёршей. Вскоре по окончании этих соревнований приняла решение завершить карьеру спортсменки.